# Нако Грозданов
Нако Д. Грозданов (на английски: Nako D. Grozdanoff или Nako D. Grozdanove или John Grozdanove) е български революционер, деец на Вътрешната македоно-одринска революционна организация.

## Биография
Грозданов е роден на 20 юли 1881 година в костурското село Връбник, тогава в Османската империя, днес в Албания, във видно българско семейство. Братовчед е на Ставро Грозданов и на Пандо Кляшев. В 1900 година заминава за Мала Азия, където остава три години.
След като научава за готвеното въстание, в 1903 година се връща и по време на Илинденско-Преображенското въстание е войвода на връбнишката чета. Взима участие в сражението при Билища и това при Апоскеп, под ръководството на Пандо Кляшев, Иван Попов и Стерьо Стерьовски. Майка му е съсечена по време на въстанието от турци.
След въстанието е заловен от властите, но успява да избяга. В 1907 година през Солун и България емигрира в Торонто, Канада. Там престоява три години и наново се връща в Македония. Взима участие в Балканската война, в която е ранен в ръката. В 1915 година заминава обратно за Канада. В 1936 година Нако Грозданов е председател на настоятелството на Македоно-българската православна църква „Св. Кирил и Методий“ в Торонто и член на МПО „Правда“, а през 1948 г. е председател на Строителната комисия за новата църковна сграда.
Умира на 25 април 1969 година в Торонто. Погребан е в гробището „Маунт Плезънт“.
Неговата дъщеря Веса е женена за Божин Папазов от Желево, и двамата активни членове на МПО „Правда“, Торонто.